# Document no.5
A szócikk címe technikai okok miatt pontatlan. A helyes cím: document #5.
Ez a lemez a Pg. 99 első nagylemeze. A bakelit verziójából 666 db készült, amelyeknek kézzel készített borítója van, aminek a mintáját az énekes Chris Taylor bal vállán láthatjuk tetoválás formájában.

## Számok listája
1. comedy of christ (1:33)
2. ruiner of life (2:15)
3. skinpack (1:48)
4. my applocation to heaven (3:04)
5. hotel nevada 1982 (1:28)
6. human with forked tongues (3:52)
7. murder, conductor (1:05)
8. (…..) (1:31)
9. sounds of gravesiter (upturned) (0:45)
10. by the firaplace in white (11:30)